# Vuohisaari (ö i Kymmenedalen, Kouvola, lat 61,08, long 26,65)
Vuohisaari är en ö i Finland. Den ligger i sjön Suolajärvi och i kommunen Kouvola i den ekonomiska regionen  Kouvola ekonomiska region  och landskapet Kymmenedalen, i den södra delen av landet, 140 km nordost om huvudstaden Helsingfors. Öns area är 3,3 hektar och dess största längd är 310 meter i sydväst-nordöstlig riktning.